# 阳曲路
阳曲路是中華人民共和國上海市靜安區一條南北走向道路，道路南起场中路，北至一二八紀念路。全长1301米，宽20米，道路建於1985年至1989年間，道路路名稱來自於以山西太原市阳曲縣。道路沿途有彭浦新村。